# بابی آئو-یئونگ
بابی آئو-یئونگ (歐陽耀泉؛ زادهٔ ۲۸ ژوئیهٔ ۱۹۶۰) یک بازیگر سینمای اهل هنگ‌کنگ است. وی بیشتر برای بازی در نقش‌های کمدی در درام‌های تلویزیون تی‌وی‌بی مشهور است.